# Cratere Sita
Sita è un cratere lunare di 1,59 km situato nella parte nord-occidentale della faccia nascosta della Luna.